# 格倫代爾 (肯塔基州)
格倫代爾（英語：Glendale）是位於美國肯塔基州哈丁縣的一個非建制地區。

## 地理
格倫代爾所處的海拔為高於海平面215米（即705英呎），而該地所採用的時區為UTC-5，即北美東部時區（EST）。同時該地設有夏令時間，為UTC-5調快一小時，即UTC-4（EDT）。